# Rokurokubi
Rokurokubi (jap. 轆轤首 rokuro-kubi; potwór, upiór o długiej, wyciągającej się szyi) – demon (yōkai) z mitologii japońskiej, którego głowa mogła oddalać się od ciała na nieograniczoną odległość. Jedynym ograniczeniem wydawała się szyja, która w razie przecięcia kończyła się śmiercią potwora. Tego rodzaju demonami, według podań, stawały się osoby niezwykle wścibskie, czyli te, które lubiły szpiegować. Chodzi tu szczególnie o zazdrosne kobiety, które w ten sposób miały śledzić ukochanych. Te „upiorne głowy” dbały, by nikt nie poznał ich tajemnicy, ale czasami ujawniały się pijanym, wiedząc, że i tak nikt nie uwierzy w ich opowieści.

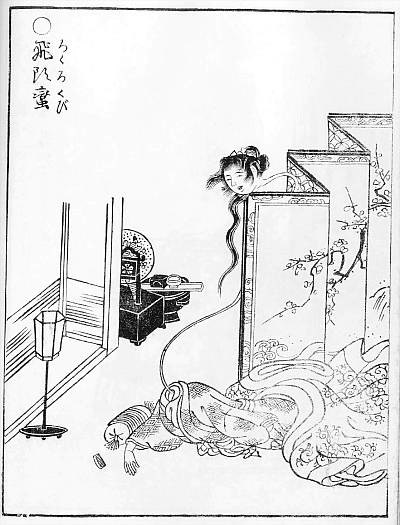
Rokurokubi autorstwa
Sekiena Toriyamy przedstawiony w Gazu-hyakki-yakō

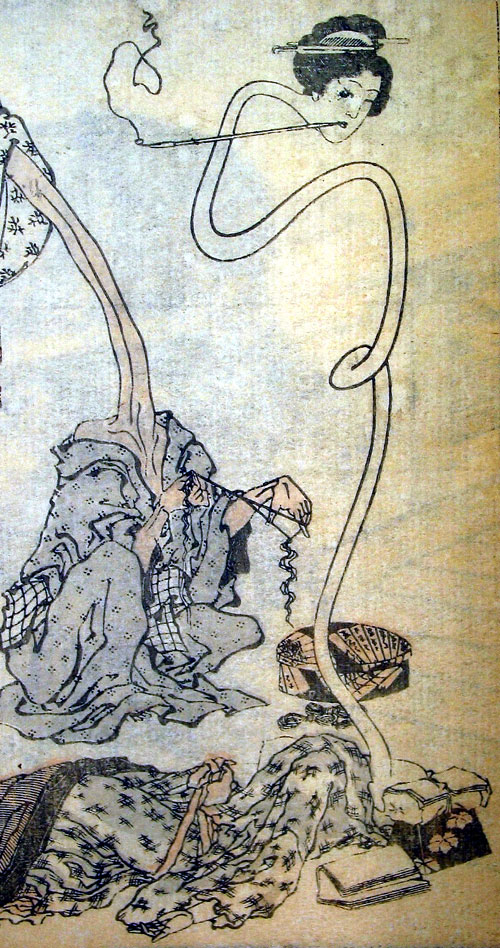
Katsushika Hokusai, Rokurokubi

W niektórych regionach Japonii wierzono, że człowiek może odrodzić się jako rokurokubi za łamanie buddyjskich przykazań, oraz że kobieta, która potrafi przemieniać się w rokurokubi, ma na szyi podłużne czarne znamię, dlatego radzono mężczyznom, aby przed ślubem dokładnie obejrzeli tę część ciała wybranki. 

## Etymologia nazwy
Nazwa rokuro-kubi pochodzi od dwóch słów: rokuro oznaczającego tu „kołowrót”, „bloczek” do wyciągania wiader ze studni oraz kubi czyli „szyja”, a więc od urządzenia zawieszanego w japońskiej studni, służącego do wydobywania wiader z wodą. Japońskie studnie były obmurowywane i bezpośrednio nad otworem studziennym do belki przymocowany był bloczek z liną, do której po obu stronach przymocowane były wiadra. Gdy jedno z nich było wyciągane na górę, drugie opuszczało się na dół. W ten sposób lina po jednej stronie bloczku raz była dłuższa, a raz krótsza. Ten obraz wpłynął na wizerunek demona, którego szyja skraca się i wydłuża niczym lina w studni. 
Analogii można doszukać się również we frazeologizmach języka japońskiego, bowiem gdy mówi się, że ktoś czeka na kogoś z utęsknieniem i nie może się już doczekać, używa się zwrotu „czekać wyciągając szyję” (kubi wo nagaku shite matsu). W dosłownym znaczeniu pokrywa się to z charakterem żeńskich rokurokubi, które tęskniąc za ukochanym były w stanie wydłużyć szyję na bardzo dużą odległość, byle go zobaczyć.

## Legendy o rokurokubi
Opowieść przedstawiająca spotkanie z rokurokubi,  pt. Echizen no kuni Fuchū rokurokubi no koto (O rokurokubi w mieście Fuchū, w prowincji Echizen; ob. północna część prefektury Fukui), występuje w zbiorze Shokoku hyaku monogatari ('Sto opowiadań z różnych prowincji'). Cała historia dzieje się w rejonie Kita, w prowincji Echizen. 
Był sobie pewien człowiek, który podróżował do stolicy, a bardzo się spiesząc nie przejmował się zbliżającym się zmrokiem. Planował iść przez całą noc, aby jak najszybciej dotrzeć do celu. 
Gdy przechodził przez przełęcz Sawaya, zauważył coś dziwnego − głowę kobiety unoszącą się na bardzo długiej szyi. Mężczyzna wyciągnął miecz i ruszył w kierunku potwora, lecz gdy zamachnął się, głowa zaczęła uciekać. Gonił ją, aż dotarł do domu znajdującego się w miejscu zwanym Kamiichi, w mieście Fuchū. Głowa wleciała do jednego z domów, więc stanął pod oknem i czekał na dalszy rozwój wypadków. W domu, przed którym stał, kobieta obudziła mężczyznę i zaczęła mu opowiadać, iż miała straszny sen, w którym, gdy przechodziła przez przełęcz Sawaya, zaatakował ją mężczyzna z mieczem. 
Gdy wędrowiec usłyszał te słowa, zapukał do drzwi i wszedł do środka. Zaskoczone małżeństwo spojrzało na niego, a wtedy kobieta rozpoznała w nim człowieka, który gonił ją we śnie. Mężczyzna opowiedział wtedy o spotkaniu z demonem i pogoni za głową aż do tego domu. Po skończonej opowieści stwierdził, iż musi być to dla małżeństwa bardzo wstydliwe, więc pożegnał się i udał w dalszą podróż.
Niedługo po tym wydarzeniu małżeństwo rozpadło się, a kobieta udała się do stolicy. Tam zgoliła włosy, został mniszką i zamieszkała w pustelni w okolicy Arashiyamy. W końcu umarła, modląc się o szczęście w zaświatach, a ludzie od tej pory powtarzają, iż nawet rokurokubi przydarzają się takie rzeczy.